# Ставицький Юрій Іванович
Юрій Іванович Ставицький (нар. 13 липня 1953) — російський військовий льотчик, підполковник, учасник афганської та першої чеченської воєн, війни в Таджикистані, Герой Російської Федерації (1996).

## Біографія
Юрій Ставицький народився 13 липня 1953 року у селищі Комсомольське Євпаторійського району Кримської області. У 1970 році він був призваний на службу в Радянську Армію. Закінчив Саратовське військове авіаційне училище льотчиків у 1974 році, після чого служив в авіації прикордонних військ, був льотчиком, командиром екіпажу вертольота «Мі-8» Тихоокеанського прикордонного округу. З 1981 року Ставицький командував екіпажем «Мі-8» у 4-й окремій Арктичній авіаескадрильї, потім у 17-му окремому авіаполку Середньоазіатського прикордонного кола (17-й оап), дислокованого у м. Мари Туркменської РСР.
Із квітня 1981 року Ставицький брав участь у війні в Афганістані. Пізніше його було переведено до штату новоствореного у 1983-му 23-го окремого авіаційного полку Середньоазіатського прикордонного округу (23-й оап), дислокованого у столиці Таджицької РСР м. Душанбе.2 [Архівовано 15 лютого 2022 у Wayback Machine.]Здійснив близько 700 бойових вильотів, був збитий, зазнав важких травм. Із 1983 року командував екіпажем «Мі-26» у том же 23-м оап, також опанував «Ан-26» та «Як-40».
…Впервые в практике эксплуатации вертолетов Ми-26 в пограничных войсках в зоне ответственности САПО 11 февраля 1988 г. на внешней подвеске был эвакуирован на свой аэродром из района аварии поврежденный вертолет Ми-8, который впоследствии был полностью восстановлен. Экипаж командира авиационного отряда вертолетов Ми-26 майора Ю. Ставицкого и весь личный состав, участвовавший в этой операции, за проявленное мужество и высокое летное мастерство были награждены орденами и медалями….— Крылья границы
З грудня 1986 року він був штурманом 20-ї окремої авіаційної ескадрильї Північно-Західного прикордонного округу. Брав участь у першій чеченській війні. У вересні 1996 року Ставицький прибув у відрядження до складу авіації Групи російських прикордонних військ у Таджикистані. Брав участь у бойових діях на таджицько-афганському кордоні.
27 вересня 1996 року одна з російських прикордонних застав Калай-Хумського прикордонного загону зазнала сильного обстрілу як з афганської, так і з таджицької території. На допомогу обложеній заставі вилетів екіпаж Ставицького, до якого, крім нього, входили підполковник Сергій Липовий, капітан Ігор Будай та капітан Валерій Стовба. Коли вертоліт став обстрілювати бойовиків, ті відповіли вогнем із великокаліберних кулеметів, завдавши йому сильних ушкоджень. У повітрі загинули Будай і Стовба, однак членам екіпажу, що залишилися, вдалося виявити застави батарею, що вела обстріл, і за допомогою ланки вертольотів знищити її. Потім Липовий і Ставицький важко довели вертоліт до аеродрому.
Указом Президента Російської Федерації № 1679 від 14 грудня 1996 за «мужність і героїзм, виявлені при виконанні військового обов'язку» підполковник Юрій Ставицький був удостоєний високого звання Героя Російської Федерації з врученням медалі «Золота Зірка».
Із 1997 року продовжував командувати ланкою в авіації Північно-Західного прикордонного кола. У травні 2000 року підполковника Ставицького було звільнено в запас. Проживає у Санкт-Петербурзі.
Також нагороджений орденами Червоного Прапора та Червоної Зірки, а також поряд медалей.
Висунутий у кандидати Держдуми РФ 7 скликання від РППС за регіональною групою Крим-Севастополь 2 номером.[джерело не вказане 2574 дні]
Висунутий 1 номером у регіональній групі по Криму від партії Зелених.